# دجاج اورلوف
أورلوف، هي سلالة دجاج اسمها المسجل كسلالة أصلية: الكسي غريغوريفيتش أورلوف. يعرف به هذا الأصل، ويطلق عليه في بعض الأحيان اختصارا Orloff.
يعتبر أورلوف منتجًا روسيا، لكن الأبحاث الحديثة اكتشفت أن السلالة سلالة مطورة هجينة تعود جذورها في بلاد فارس،
 وتم توزيعها في جميع أنحاء أوروبا وآسيا بحلول القرن السابع عشر.
كان الكونت أورلوف مروجًا رئيسيًا للسلالة في القرن التاسع عشر، وأصبحت السلالة معروفة في الغرب بعد جهوده في تهجينها باسم أورلوف.

## مواصفات
أورلوف هي دجاجة طويلة مع سطيرة ريش الرأس أكثر والعرف أقل بروزا، ريش الرقبة كثيف جداً. مما يساعدها على التكيف في الأماكن ذات المناخ البارد.
تظهر السلالة في العديد من الألوان المعترف بها: الأسود، الأبيض، اللامع، الأحمر الذيل.
شحمات الأذن صغيرة، تزن الذكور بشكل عام 3.6 كجم (7.9 رطل) ووزت الدجاجة حوالي 3 كجم (6.6 رطل).

## الاستعمالات
تتناسب تربية دجاج أورلوف مع مزارع الدواجن لإنتاج اللحم في المقام الأول، لكن لها نسبة متوسطة في إنتاج البيض أيضا.

## السلوك
رغم كبر حجمها إلا أنها تشبه سلوكيا دجاج البراهما، من المعروف أنها طيور هادئة نسبيًا غير عدوانية. وناذرا ما تصاب ب مرض الافتراس (دواجن) أو التوحش.

## روابط خارجية متعلقة
- Orloffs at feathersite
- Orloff Club USA
- قناة دواجن

## طالع
- مرض الافتراس (دواجن)
- دجاج سلطان
- دجاج ذات الرقبة العارية
- دجاج حمراوي